# 耶律安摶
耶律安摶（？—953年），字阿古真。辽国皇族。
耶律安摶的高祖父是遼玄祖，曾祖耶律岩木，玄祖长子；祖父耶律楚不鲁，父亲耶律迭里，太祖耶律阿保机时为南院夷离堇，在太祖去世後谏耶律倍继位，述律后欲立耶律德光，被皇后述律平所杀，家属籍为奴隶。
耶律安摶自幼就像成人，居父丧，哀毁过礼，见到的都很感伤。太宗耶律德光多次加以慰谕，曾经说：“此儿必为令器。”长大後，寡於言笑，重信用，循规蹈距，事母至孝。因为父亲死於非罪，未葬，不参预宴乐。耶律安摶与耶律倍子永康王耶律阮结交甚厚。
大同元年（947年），耶律安摶以直宿卫随太宗南下伐后晋。回师途中，太宗猝卒，他与北院大王耶律洼和南院大王耶律吼定策，拥耶律阮继位为辽世宗，辽世宗以他为腹心，拜总知宿卫。继而平定淳钦述律太后的对抗，于潢河横渡约和。述律太后问耶律安摶：“吾与汝有何隙？”耶律安摶以父亲之死回答，太后默然。辽世宗以他为北院枢密使。应历元年（951年）辽穆宗即位，不为所用。应历三年（953年），被诬陷与齐王耶律罨撒葛谋反，下狱而死。

## 延伸阅读
[在维基数据编辑]
 《遼史·卷77》，出自脱脱《遼史》